# Giovanni Galeone
Giovanni Galeone (Napoli, 25 gennaio 1941) è un ex calciatore e allenatore di calcio italiano, di ruolo centrocampista. Come allenatore ha ottenuto 4 promozioni in Serie A, due con il Pescara, una con l'Udinese e una con il Perugia.

## Biografia
Nato a Napoli da padre ingegnere e madre casalinga, cresce in un ambiente borghese in condizioni piuttosto agiate. Successivamente tutta la famiglia si trasferisce a Trieste dove Galeone coltiva la passione per la letteratura, trasmessa dalla madre, e inizia ad avvicinarsi al mondo dello sport, appassionandosi al calcio e alla pallacanestro e dove si diploma da ragioniere. Nonostante un primo momento dove era indeciso se scegliere tra frequentare la facoltà di economia e commercio e la carriera sportiva optò per la seconda scelta.

## Caratteristiche Tecniche
Utilizzava il 4-3-3 con un gioco spettacolare e che esaltava la bravura tecnica dei giocatori, ali e terzini erano chiamati a svolgere entrambe le fasi. Prediligeva schierare entrambi sul piede forte, in modo tale da andare sul fondo per il cross e cercare subito la prima punta, per la fase difensiva invece prediligeva il gioco a zona.
Soprannominato Il Marinaio e Il Profeta, essendo cresciuto a Trieste ha avuto la possibilità di notare la bravura tecnica dei ragazzi provenienti dall'allora Jugoslavia, durante la sua carriera riuscirà a valorizzare molti calciatori proveniente dalla regione balcanica soprattutto Milan Rapaic durante il periodo a Perugia che da prima punta venne spostato sulla fascia in modo da esaltare le sue doti tecniche.
Apprezzato per i suoi modi pacati e signorili, si fece apprezzare anche per il suo essere molto colto annoverando Bertold Brecht e Jean-Paul Sartre come suoi artisti preferiti. Si creò però una nutrita soglia di detrattori sia per la sua tipologia di calcio, talvolta assai spregiudicato, che per le sue posizioni politiche che abbracciavano l'anticonformismo.

## Carriera

### Calciatore
Trascorse la carriera da calciatore con le maglie di Ponziana, Monza e Udinese fino al 1974; alla fine degli anni cinquanta, inoltre, militò nella Nazionale italiana juniores, insieme ad Enrico Albertosi, Sandro Salvadore, Roberto Rosato, Pierluigi Cera e Giacinto Facchetti.

### Allenatore
Nel 1975 iniziò, ancor giovane, l'attività di allenatore con il Pordenone, passando la stagione successiva all'Adriese. La stagione 1977-1978 vide Galeone fermo per frequentare il Supercorso di Coverciano, per poi allenare nella stagione successiva in Serie C i grigiorossi della Cremonese, società dalla quale venne presto esonerato.
Nella stagione 1979-1980 allenò la Sangiovannese in Serie C2, dove venne esonerato, e subentrò, a stagione in corso, al Grosseto. Dal 1981 al 1983 si occupò delle formazioni giovanili dell'Udinese. Dal 1983 al 1985 guidò, per due campionati di Serie C1, la SPAL.
Nella stagione 1986-1987 approdò al Pescara e, con una squadra costruita per il campionato di Serie C1, e ripescata in Serie B, ottenne il primo posto in classifica, conquistando la promozione in Serie A grazie alla vittoria all'ultima giornata contro il Parma. La squadra abruzzese ottenne, con la sua guida nella stagione successiva, la permanenza nella massima serie, registrando vittorie clamorose contro l'Inter di Giovanni Trapattoni per 2-0 a San Siro e contro la Juventus per 2-0 allo Stadio Adriatico. Nella stagione 1988-1989 la squadra subì la retrocessione all'ultima giornata in Serie B; l'allenatore, dopo una breve parentesi a Como, ritornò alla guida degli abruzzesi nella stagione 1990-1991, ottenendo in due anni una salvezza in Serie B e una promozione in Serie A. Tornato nella massima serie nella stagione 1992-1993, Galeone venne esonerato dopo 24 gare: si segnalano, tuttavia, alla prima giornata la vittoria sul campo della Roma per 0-1 e, alla seconda giornata, il 4-5 con il quale il Pescara perse all'Adriatico contro il Milan dopo essere stato in vantaggio per 4-2.
Subito dopo l'esonero, nell'aprile del 1993 il tecnico fu coinvolto in un'inchiesta giudiziaria partita da una sua telefonata con Miriam Label, la "maga" genovese, dalla quale nacque il caso relativo alle scommesse sulla penultima partita del campionato di Serie B 1991-1992 tra Taranto e Pescara, terminata 2-1, con il Pescara già promosso in Serie A ed il Taranto bisognoso di vincere per raggiungere la salvezza. Nel colloquio telefonico, quando la "maga" informava Galeone di avere appreso che c'era stato un intervento per alterare il risultato della gara Taranto-Pescara, il tecnico replicava che alcuni giocatori gli riferirono come, prima della gara, una persona chiamata "il serpente" (soprannome dietro cui, secondo l'accusa, si nascondeva l'allora direttore generale Pierpaolo Marino), li aveva invitati a non impegnarsi. La vicenda si concluse nel luglio del 1993 con la squalifica di Galeone per 8 mesi per omessa denuncia e di Marino per 3 anni, oltre a penalizzazioni in classifica per Pescara e Taranto.
Nel novembre 1994 fu ingaggiato dall'Udinese per sostituire l'esonerato Adriano Fedele e condusse il club all'immediata promozione in Serie A. Abbandonata la squadra friulana, nella stagione 1995-1996 Galeone assunse la guida tecnica del Perugia, conquistando la quarta promozione in Serie A della sua carriera. Tuttavia, per divergenze con il presidente Luciano Gaucci, nel dicembre del 1996 il tecnico venne esonerato, lasciando la squadra a metà classifica (a fine stagione gli umbri furono retrocessi nel campionato cadetto). Nel novembre del 1997 subentrò a campionato in corso nella panchina del Napoli per sostituire Carlo Mazzone (non prima di aver risolto il contratto che lo legava ancora al Perugia), ma fu poi a sua volta esonerato nel febbraio del 1998 e sostituito da Vincenzo Montefusco. lasciando la squadra ultima in classifica (a fine stagione i campani furono retrocessi nel campionato cadetto).
Nella stagione 1999-2000 tornò ad allenare per la terza volta il Pescara, concludendo il campionato di Serie B al 14º posto. Nella stagione successiva non fu riconfermato alla guida del Pescara, ma successivamente, nel novembre del 2000, vi fece ritorno per la quarta volta, subentrando al posto di Delio Rossi; nel gennaio del 2001, tuttavia, fu esonerato dopo 9 gare e rimpiazzato da Tarcisio Burgnich. Dopo due stagioni da inattivo, nel gennaio del 2004 Galeone subentrò alla guida dell'Ancona, ma non riuscì ad evitare la retrocessione del club marchigiano. Nella stagione 2005-2006, a 8 giornate dalla fine del campionato di Serie A, assunse nuovamente la guida dell'Udinese, subentrando a Loris Dominissini e Néstor Sensini: 4 successi, 3 pareggi e 1 sconfitta consentirono ai friulani di salvarsi in extremis, e Galeone ottenne il rinnovo fino al giugno del 2007. Dopo un buon girone d'andata, con la squadra friulana a tre punti dal quarto posto (ultimo utile per la qualificazione in Champions League), nel gennaio 2007 Galeone fu esonerato e sostituito da Alberto Malesani.
Nel settembre del 2007 è coinvolto in un episodio di cronaca locale, quando la sua pistola, regolarmente denunciata, viene sottratta durante un furto nella sua abitazione di Udine e successivamente usata per compiere una rapina con omicidio nella stessa città. Galeone aveva già denunciato la sottrazione dell'arma in questione.
I tre tecnici Massimiliano Allegri, Marco Giampaolo e Gian Piero Gasperini sono considerati suoi allievi e prediligono tutti – tranne Allegri – la filosofia calcistica di Galeone basata su un bel calcio e votata alla difesa prima che all'attacco, che il tecnico ha dichiarato essere ispirata alla filosofia delle squadre allenate da Nils Liedholm; in particolare Allegri, dopo aver conquistato lo scudetto al primo anno al Milan nel maggio 2011, dichiarò la sua riconoscenza nei confronti di Galeone, suo maestro ai tempi di Perugia e Pescara.
Il 4 marzo 2013 si è ritirato ufficialmente dal calcio, rifiutando la panchina del Pescara.

## Statistiche

### Statistiche da allenatore
In grassetto le competizioni vinte.
| Stagione            | Squadra         | Campionato      | Campionato | Campionato | Campionato | Campionato | Coppe nazionali | Coppe nazionali | Coppe nazionali | Coppe nazionali | Coppe nazionali | Coppe continentali | Coppe continentali | Coppe continentali | Coppe continentali | Coppe continentali | Altre coppe | Altre coppe | Altre coppe | Altre coppe | Altre coppe | Totale | Totale | Totale | Totale | Vittorie % | Piazzamento      |
| Stagione            | Squadra         | Comp            | G          | V          | N          | P          | Comp            | G               | V               | N               | P               | Comp               | G                  | V                  | N                  | P                  | Comp        | G           | V           | N           | P           | G      | V      | N      | P      | %          | Piazzamento      |
| ------------------- | --------------- | --------------- | ---------- | ---------- | ---------- | ---------- | --------------- | --------------- | --------------- | --------------- | --------------- | ------------------ | ------------------ | ------------------ | ------------------ | ------------------ | ----------- | ----------- | ----------- | ----------- | ----------- | ------ | ------ | ------ | ------ | ---------- | ---------------- |
| 1975-1976           | Pordenone       | D               | 34         | 11         | 10         | 13         | -               | -               | -               | -               | -               | -                  | -                  | -                  | -                  | -                  | -           | -           | -           | -           | -           | 34     | 11     | 10     | 13     | 32,35      | 11°              |
| 1976-1977           | Adriese         | D               | 34         | 11         | 14         | 9          | CI-S            | ?               | ?               | ?               | ?               | -                  | -                  | -                  | -                  | -                  | -           | -           | -           | -           | -           | 34     | 11     | 14     | 9      | 32,35      | 7°               |
| 1978-1979           | Cremonese       | C1              | 13         | 4          | 4          | 5          | CI-S            | 4               | 1               | 3               | 0               | -                  | -                  | -                  | -                  | -                  | -           | -           | -           | -           | -           | 17     | 5      | 7      | 5      | 29,41      | Eson.            |
| 1979-1980           | Sangiovannese   | C2              | 34         | 8          | 15         | 11         | CI-S            | 8               | 3               | 2               | 3               | -                  | -                  | -                  | -                  | -                  | -           | -           | -           | -           | -           | 42     | 11     | 17     | 14     | 26,19      | 12°              |
| gen.-giu. 1981      | Grosseto        | C2              | 23         | 10         | 6          | 7          | CI-S            | 0               | 0               | 0               | 0               | -                  | -                  | -                  | -                  | -                  | -           | -           | -           | -           | -           | 23     | 10     | 6      | 7      | 43,48      | Sub. 7°          |
| 1983-1984           | SPAL            | C1              | 34         | 12         | 15         | 7          | CI-C            | 8               | 3               | 3               | 2               | -                  | -                  | -                  | -                  | -                  | -           | -           | -           | -           | -           | 42     | 15     | 18     | 9      | 35,71      | 6°               |
| 1984-1985           | SPAL            | C1              | 29         | 9          | 10         | 10         | CI+CI-C         | 5+4             | 0+0             | 2+2             | 3+2             | -                  | -                  | -                  | -                  | -                  | -           | -           | -           | -           | -           | 38     | 9      | 14     | 15     | 23,68      | Eson., sub. 14°  |
| 1985-1986           | SPAL            | C1              | 34         | 15         | 8          | 11         | CI-C            | 6               | 1               | 2               | 3               | -                  | -                  | -                  | -                  | -                  | -           | -           | -           | -           | -           | 40     | 16     | 10     | 14     | 40,00      | 6°               |
| Totale SPAL         | Totale SPAL     | Totale SPAL     | 97         | 36         | 33         | 28         |                 | 23              | 4               | 9               | 10              |                    | -                  | -                  | -                  | -                  |             | -           | -           | -           | -           | 120    | 40     | 42     | 38     | 33,33      |                  |
| 1986-1987           | Pescara         | B               | 38         | 16         | 12         | 10         | CI              | 5               | 1               | 2               | 2               | -                  | -                  | -                  | -                  | -                  | -           | -           | -           | -           | -           | 43     | 17     | 14     | 12     | 39,53      | 1º (prom.)       |
| 1987-1988           | Pescara         | A               | 30         | 8          | 8          | 14         | CI              | 7               | 4               | 1               | 2               | -                  | -                  | -                  | -                  | -                  | -           | -           | -           | -           | -           | 37     | 12     | 9      | 16     | 32,43      | 14°              |
| 1988-1989           | Pescara         | A               | 34         | 5          | 17         | 12         | CI              | 8               | 4               | 2               | 2               | -                  | -                  | -                  | -                  | -                  | -           | -           | -           | -           | -           | 42     | 9      | 19     | 14     | 21,43      | 15º (retr.)      |
| nov. 1989-mar. 1990 | Como            | B               | 18         | 2          | 6          | 10         | CI              | 0               | 0               | 0               | 0               | -                  | -                  | -                  | -                  | -                  | -           | -           | -           | -           | -           | 18     | 2      | 6      | 10     | 11,11      | Sub., dimis.     |
| nov. 1990-1991      | Pescara         | B               | 26         | 7          | 12         | 7          | CI              | 0               | 0               | 0               | 0               | -                  | -                  | -                  | -                  | -                  | -           | -           | -           | -           | -           | 26     | 7      | 12     | 7      | 26,92      | Sub. 14°         |
| 1991-1992           | Pescara         | B               | 38         | 15         | 16         | 7          | CI              | 2               | 1               | 0               | 1               | -                  | -                  | -                  | -                  | -                  | -           | -           | -           | -           | -           | 40     | 16     | 16     | 8      | 40,00      | 2º (prom.)       |
| 1992-mar. 1993      | Pescara         | A               | 24         | 4          | 4          | 16         | CI              | 2               | 0               | 1               | 1               | -                  | -                  | -                  | -                  | -                  | -           | -           | -           | -           | -           | 26     | 4      | 5      | 17     | 15,38      | Eson.            |
| nov. 1994-1995      | Udinese         | B               | 27         | 16         | 6          | 5          | CI              | 0               | 0               | 0               | 0               | -                  | -                  | -                  | -                  | -                  | CAI         | 0           | 0           | 0           | 0           | 27     | 16     | 6      | 5      | 59,26      | Sub. 2º (prom.)  |
| ott. 1995-1996      | Perugia         | B               | 30         | 15         | 9          | 6          | CI              | 0               | 0               | 0               | 0               | -                  | -                  | -                  | -                  | -                  | CAI         | 2           | 0           | 0           | 2           | 32     | 15     | 9      | 8      | 46,88      | Sub. 3º (prom.)  |
| lug.-dic. 1996      | Perugia         | A               | 14         | 5          | 2          | 7          | CI              | 2               | 0               | 1               | 1               | -                  | -                  | -                  | -                  | -                  | -           | -           | -           | -           | -           | 16     | 5      | 3      | 8      | 31,25      | Eson.            |
| Totale Perugia      | Totale Perugia  | Totale Perugia  | 44         | 20         | 11         | 13         |                 | 2               | 0               | 1               | 1               |                    | -                  | -                  | -                  | -                  |             | 2           | 0           | 0           | 2           | 48     | 20     | 12     | 16     | 41,67      |                  |
| nov. 1997-feb. 1998 | Napoli          | A               | 10         | 0          | 3          | 7          | CI              | 0               | 0               | 0               | 0               | -                  | -                  | -                  | -                  | -                  | -           | -           | -           | -           | -           | 10     | 0      | 3      | 7      | &0,00      | Sub., eson.      |
| 1999-2000           | Pescara         | B               | 38         | 10         | 17         | 11         | CI              | 8               | 4               | 1               | 3               | -                  | -                  | -                  | -                  | -                  | -           | -           | -           | -           | -           | 46     | 14     | 18     | 14     | 30,43      | 13°              |
| nov. 2000-gen. 2001 | Pescara         | B               | 9          | 1          | 3          | 5          | CI              | 0               | 0               | 0               | 0               | -                  | -                  | -                  | -                  | -                  | -           | -           | -           | -           | -           | 9      | 1      | 3      | 5      | 11,11      | Sub., eson.      |
| Totale Pescara      | Totale Pescara  | Totale Pescara  | 237        | 66         | 89         | 82         |                 | 32              | 14              | 7               | 11              |                    | -                  | -                  | -                  | -                  |             | -           | -           | -           | -           | 269    | 80     | 96     | 93     | 29,74      |                  |
| feb.-giu. 2004      | Ancona          | A               | 16         | 2          | 2          | 12         | CI              | 0               | 0               | 0               | 0               | -                  | -                  | -                  | -                  | -                  | -           | -           | -           | -           | -           | 16     | 2      | 2      | 12     | 12,50      | Sub. 18º (retr.) |
| mar.-giu. 2006      | Udinese         | A               | 8          | 4          | 3          | 1          | CI              | 2               | 0               | 1               | 1               | UCL+CU             | 0                  | 0                  | 0                  | 0                  | -           | -           | -           | -           | -           | 10     | 4      | 4      | 2      | 40,00      | Sub. 11º         |
| 2006-gen. 2007      | Udinese         | A               | 19         | 6          | 5          | 8          | CI              | 3               | 2               | 1               | 0               | -                  | -                  | -                  | -                  | -                  | -           | -           | -           | -           | -           | 22     | 8      | 6      | 8      | 36,36      | Eson.            |
| Totale Udinese      | Totale Udinese  | Totale Udinese  | 54         | 26         | 14         | 14         |                 | 5               | 2               | 2               | 1               |                    | -                  | -                  | -                  | -                  |             | -           | -           | -           | -           | 59     | 28     | 16     | 15     | 47,46      |                  |
| Totale carriera     | Totale carriera | Totale carriera | 614        | 196        | 207        | 211        |                 | 74              | 24              | 24              | 26              |                    | -                  | -                  | -                  | -                  |             | 2           | 0           | 0           | 2           | 690    | 220    | 231    | 239    | 31,88      |                  |

## Palmarès

### Allenatore

#### Competizioni nazionali
- Campionato italiano di Serie B: 1

Pescara: 1986-1987